# Espatlla Chausenque
L'Espatlla Chausenque o Epaule Chausenque és un cim de 3.154 m d'altitud, amb una prominència de 7 m, que es troba a la cresta entre el Petit Vinyamala i la Punta Chausenque, al massís del Vinyamala, departament dels Alts Pirineus (França).
El nom el deu a Vincent de Chausenque (1782-1868), oficial topogràfic i gran pirineista.